# キシレンシアノール
キシレンシアノール（Xylene cyanol）は、アガロースゲル電気泳動とポリアクリルアミドゲル電気泳動の観測に使われるカラーマーカーである。ブロモフェノールブルーとオレンジGも同じ目的に使うことができる。

## 移動速度
1 % アガロースゲル中では、キシレンシアノールは通常、4000 塩基対のDNAフラグメントとだいたい同じ速度で移動する。6% ポリアシルアミドゲル上のキシレンシアノールまたは追跡用色素は 140 塩基対のDNAフラグメントの速度で移動する。